# Prekmurje

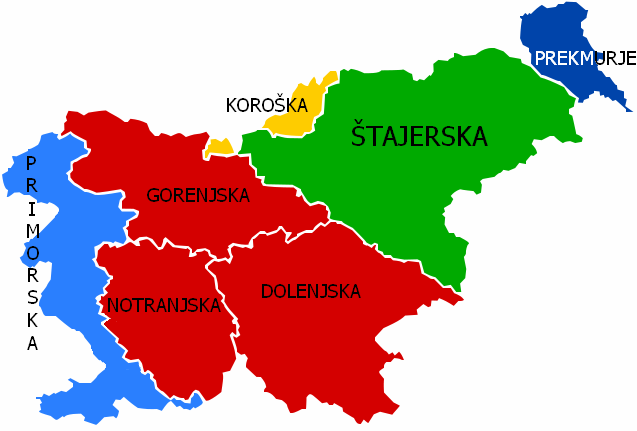
Lage von Prekmurje in Slowenien

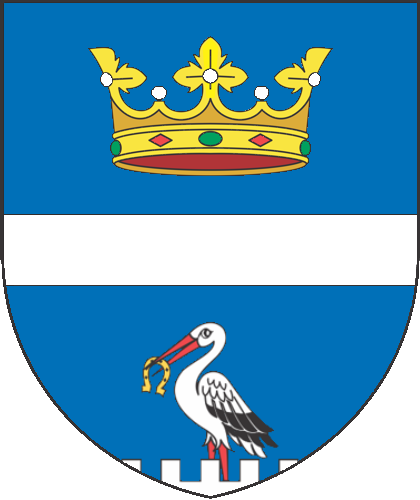
Wappen des Murlandes

Prekmurje, deutsch Übermurgebiet, ungarisch Muravidék (‚Mur-Land‘) ist eine Region im äußersten Nordosten Sloweniens. Das Gebiet hat eine Fläche von etwa 950 km² und umfasst das hügelige Goričko, die Ebenen Ravensko und Dolinsko sowie den westlichen Teil des Lendava-Hügellandes. Die Region hatte im Jahr 2020 76.987 Einwohner.
Der Landesteil ist nach dem Fluss Mur benannt, der einst die in Ungarn lebenden Slowenen von den cisleithanischen in der Untersteiermark trennte. Der wirtschaftliche und kulturelle Mittelpunkt von Prekmurje ist heute die Stadt Murska Sobota. Im Norden und Osten wohnt eine ungarische Minderheit, die ein Recht auf einen Sitz im slowenischen Parlament hat. Es ist die ärmste Region Sloweniens.

## Geografie
Das Prekmurje grenzt an Österreich und an Ungarn (Dreiländerecke/Tromejnik 387 m) sowie geringfügig an Kroatien (Mur bis Dreiländereck Ledava-Mündung).
Die Region ist ein Hügelland mit Höhen zwischen etwa 150 und 400 m: Das Goričko stellt eine morphologische Fortsetzung des oststeirischen Hügellandes dar, das sich in den Vasi Hegyhát und Zalai-dombság Westungarns, dem Lendava-Hügelland (Unterlimbacher Hügelland) und dem Međimurje (Zwischenmurland) Kroatiens als letzte Alpenausläufer fortsetzt. Der Hauptfluss ist die Ledava (Lendva/Limbach), die den Nordostteil der Murebene (Pomurska ravan) durchfließt. Diese bildet den Südost- und Südteil des Prekmurje. Höchste Erhebung ist der 418 m. i. J. hohe Sotinski breg an der Grenze zu Österreich.
Die zwei wichtigsten Straßenverbindungen verlaufen in Nord-Süd-Richtung: Jene im Westen verläuft parallel zur steirischen Grenze und bei Neuhaus-Bonisdorf ins österreichische Südburgenland, die andere biegt in der Landesmitte bei Petrovci-Šalovci in östlicher Richtung nach Ungarn ab.

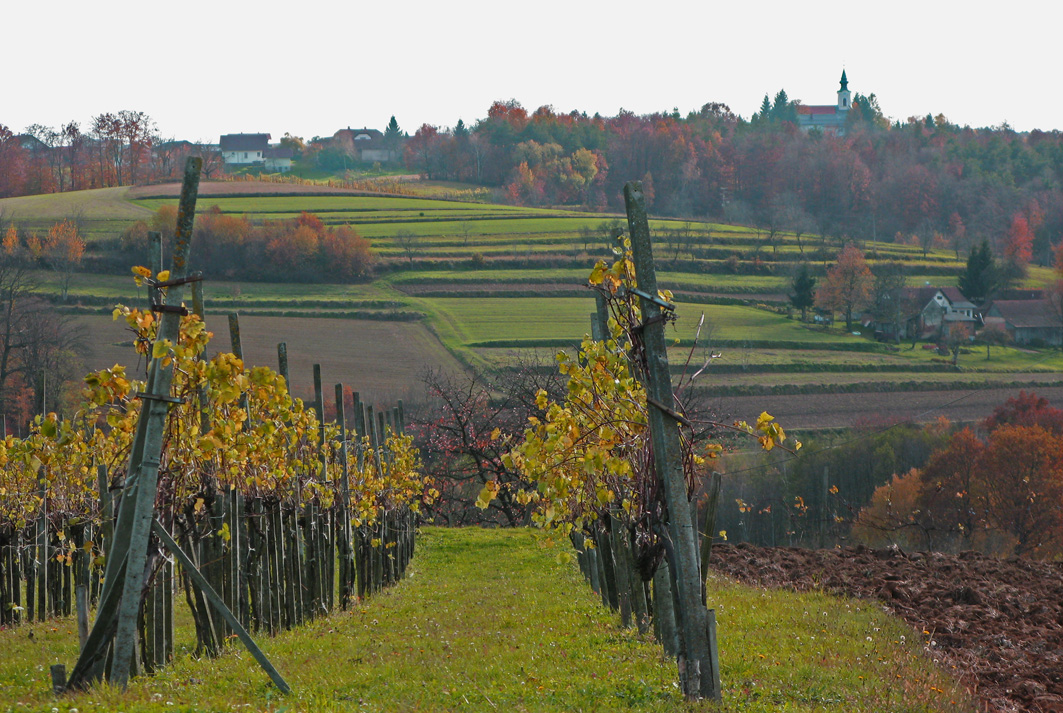
Das Weinbau-Hügeldorf Križevci
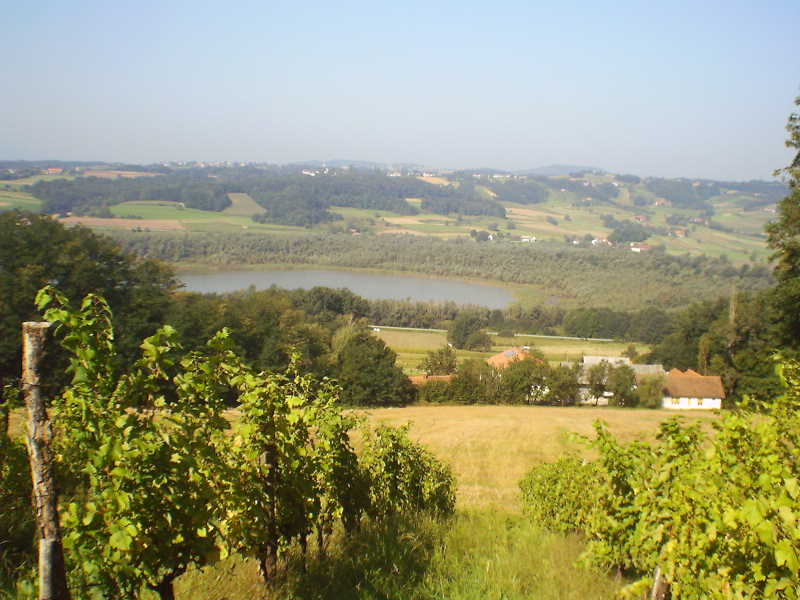
Der Stausee Ledavsko jezero
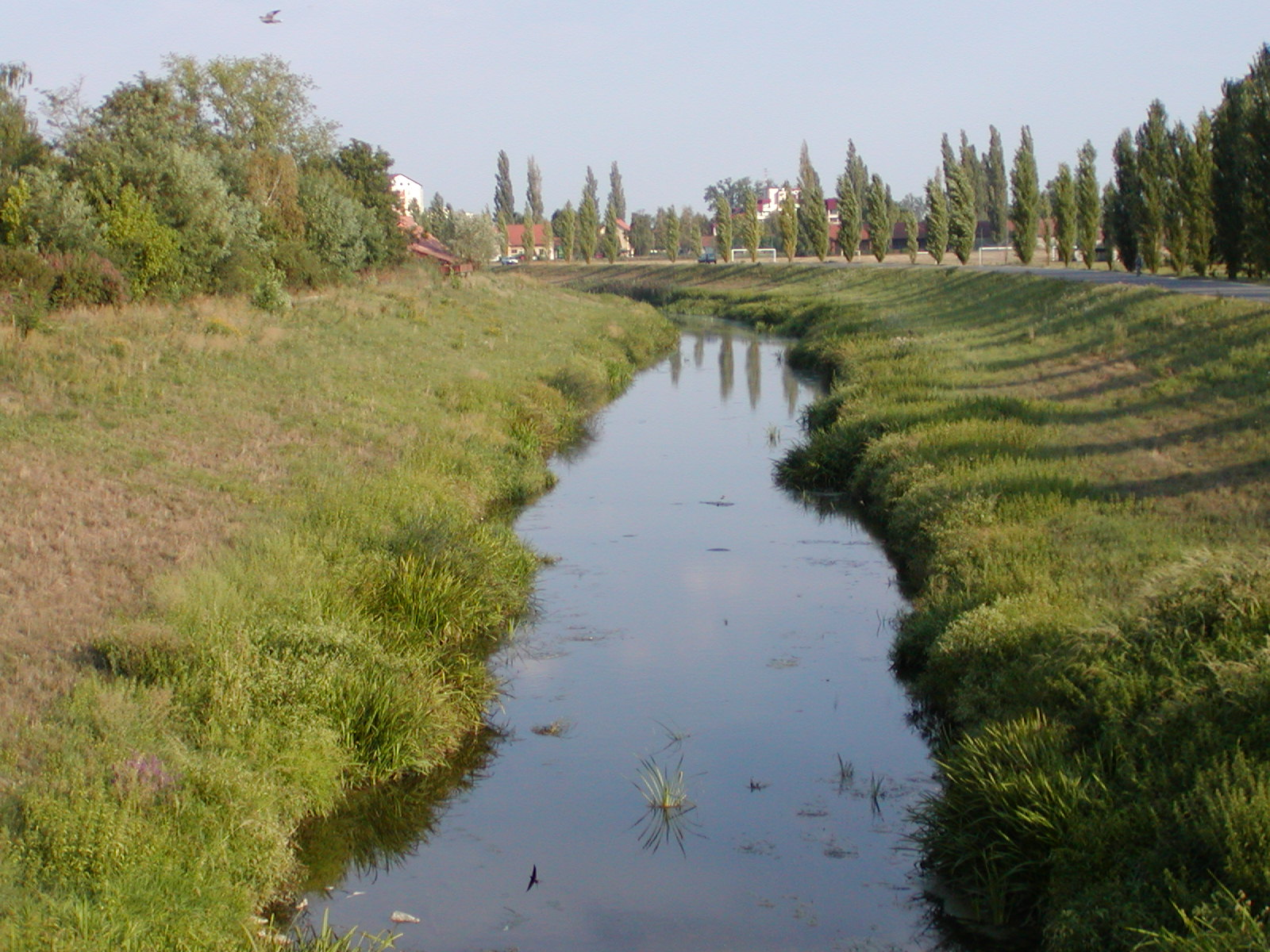
Die Ledava bei Lendava
Auenlandschaft an der Mur bei Vrhovljan, Kroatien
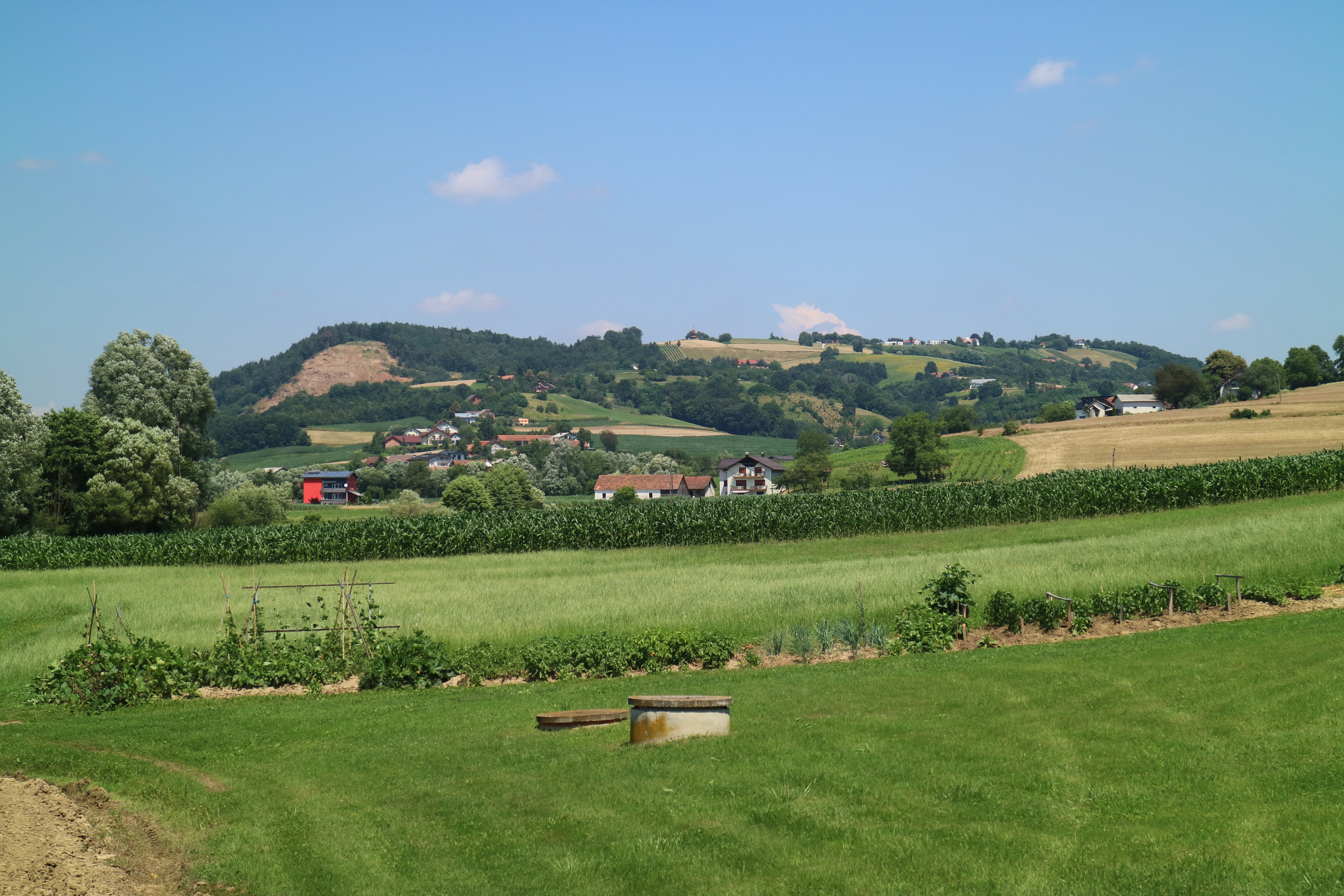
Sotinski breg von Süden

## Wichtige Orte

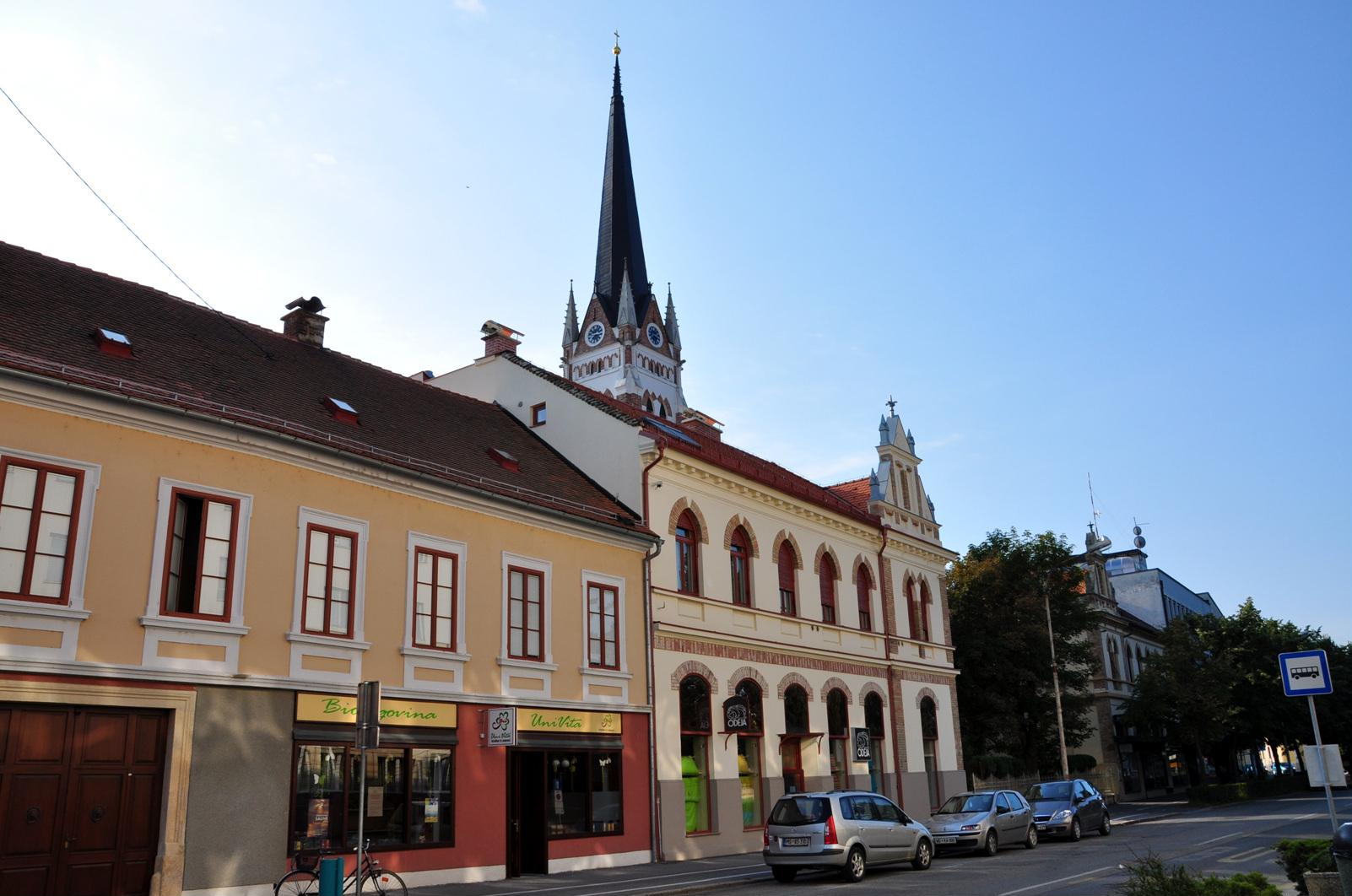
Slovenska ulica (Slowenische Straße) in Murska Sobota

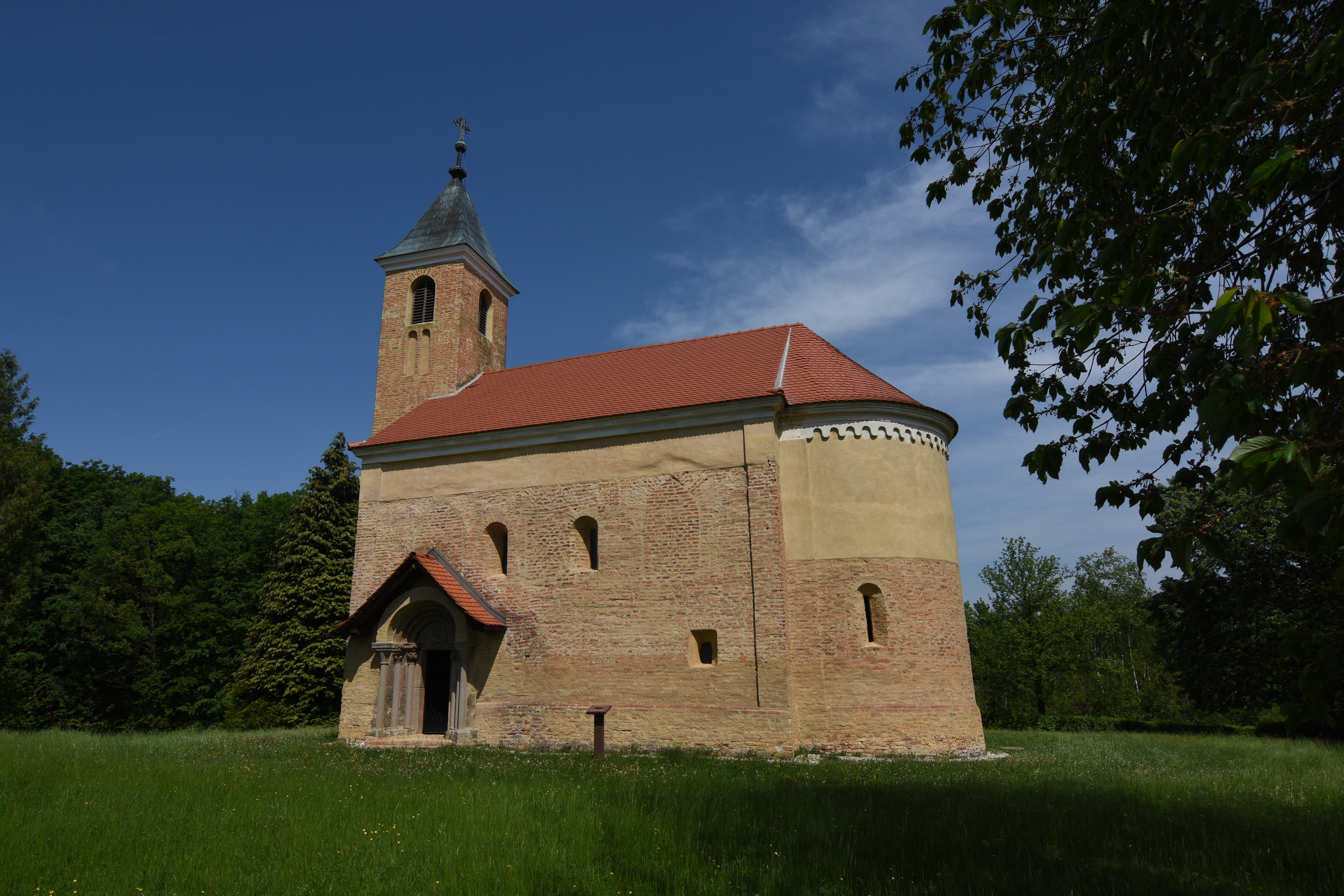
Cerkev Sv. Martina (Martinskirche) in Domanjševci, Gemeinde Šalovci

- Murska Sobota (deutsch: Olsnitz) (Hauptstadt, 20.000 Einwohner)
- Beltinci (deutsch: Altfellsdorf),
- Črenšovci (im Süden)
- Dobrovnik (deutsch: Dobronack),
- Lendava (deutsch: Limbach) (im Osten)
- Moravske Toplice (Kurort)
- Turnišče (deutsch: Thurnitz) (Mitte)

Weitere Orte:
- Fokovci, Hodoš (deutsch: Hodosch) (im Osten, an der Grenze zu Ungarn)
- Sotina (deutsch: Stadelberg),
- Mačkovci (deutsch: Waldbach) (im Nordwesten)
- Šalovci

Grenzorte zu Österreich:
- Gederovci (deutsch: Sicheldorf) (nähe Radenci (deutsch: Bad Radein), Tišina)

Nachbarschaft:
- Nächste slowenische Großstadt: Maribor (Marburg), 60 km
- Nachbarorte in Österreich: Bad Radkersburg (Steiermark), Windisch-Minihof und Jennersdorf (Burgenland)
- in Ungarn: Szentgotthárd, Őriszentpéter, Lenti (nahe zu Lendava)

## Geschichte

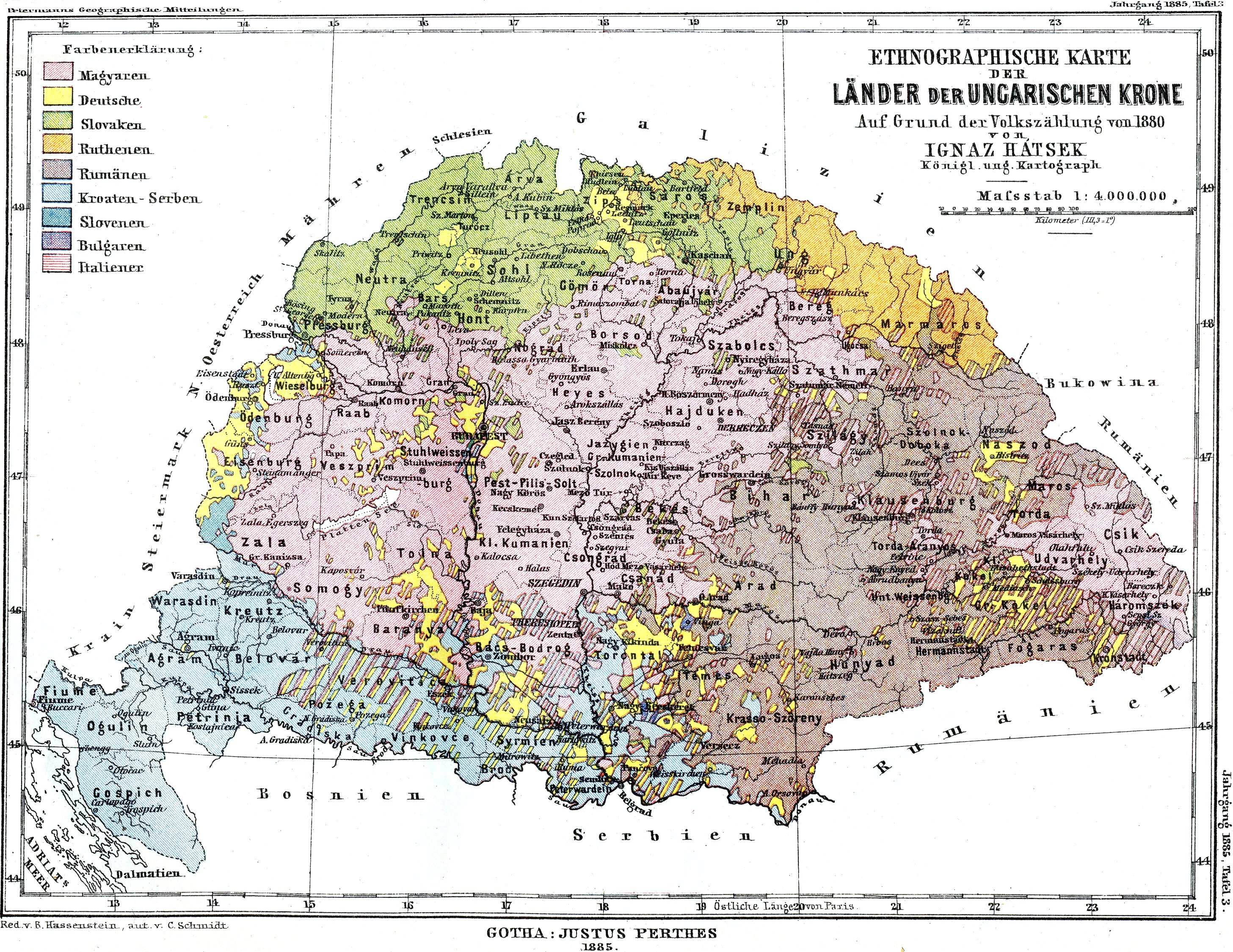
Ethnien der Ungarischen Krone um 1880, dunkleres Blau die kleinen slowenischen Gebiete

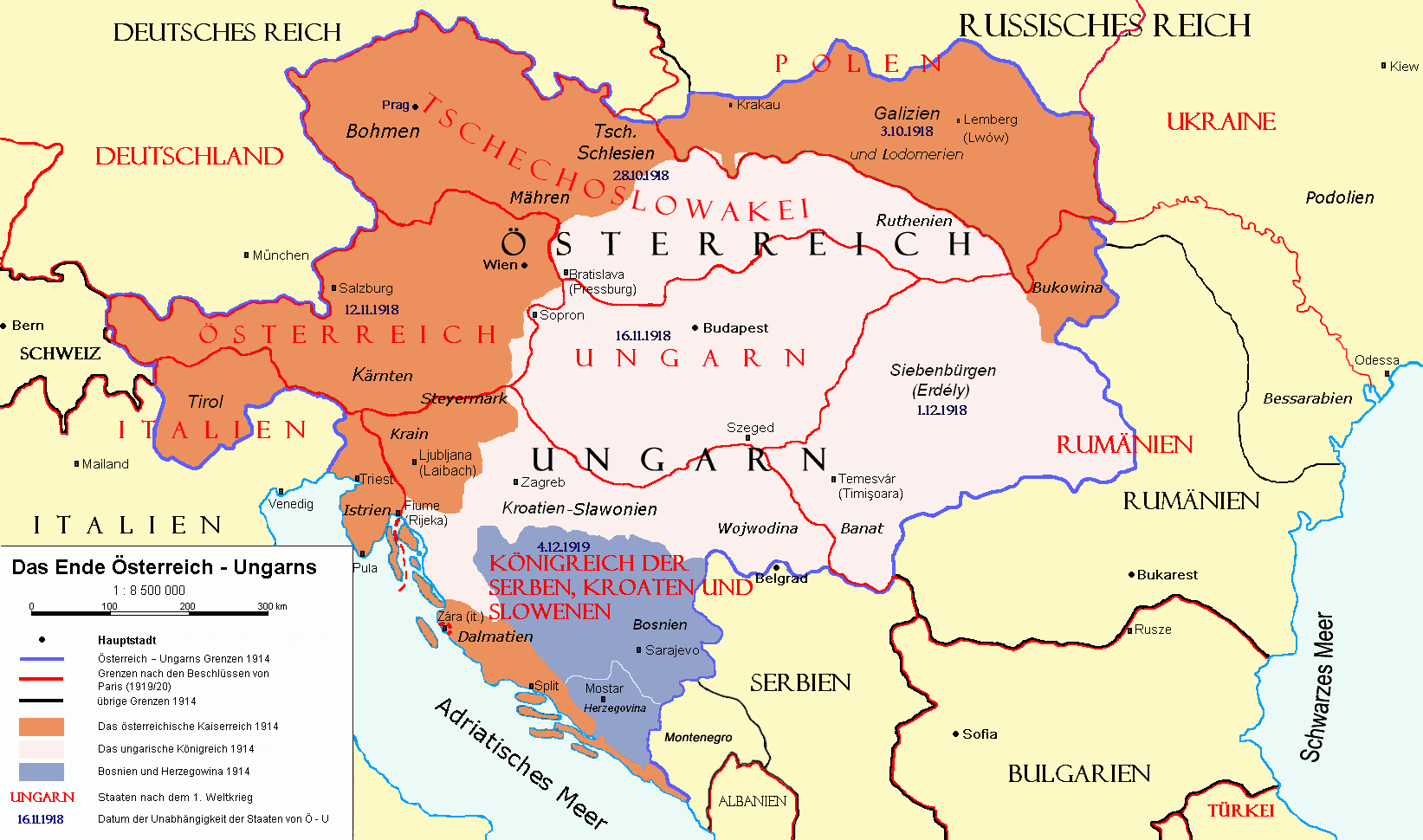
Teilungskonzept für Österreich-Ungarn in den Pariser Vororteverträgen 1919/20: Das Prekmurje als die weiße Spitze im Norden Jugoslawiens

Der slowenische Siedlungsraum gehörte seit Beginn der Neuzeit zur Habsburgermonarchie. Das Gebiet nördlich der Mur war schon im Mittelalter Teil des Königreichs Ungarn gewesen, bevor dieses in der Zeit der Türkenkriege 1527/38 als Königliches Ungarn zu Österreich kam. Westlich grenzte die Untersteiermark des Herzogtums Steyer (Steiermark) an, das slowenische Kernland und die Küste waren das Herzogtum Krain. Damit ist das Prekmurje der einzige Teil des heutigen Slowenien, der nicht zum Heiligen Römischen Reich gehörte. Die Bevölkerung des Raumes war gemischt ungarisch und slowenisch, mit kleineren deutschen Gebieten. Zudem bildeten und hielten sich evangelische Gemeinden sowohl in der slowenisch- als auch in der ungarischsprachigen Bevölkerung. Bis heute lebt der Großteil der slowenischen Protestanten in dieser Region.
Es verteilte sich auf die Komitate Vas (Železna županija, dt. Eisenburg) im Norden, und Zala (Zalska županija, Zala) im Süden, wobei es die Járási (Stuhlbezirke) Muraszombat um Muraszombat/Olšnica/Olsnitz (heute Murska Sobota) respektive Alsólendva mit dem Hauptort Alsólendva/Dolenja Lendava/Unterlimbach, (heute Lendava) bildete. Die slowenische Besiedelung erstreckte sich noch weiter nördlich Richtung Raab und Szentgotthárd (Monošter, St. Gotthard) und wurde Porabje (‚Raab-Land‘) genannt. Diese ganze Gegend zusammen wurde auf Ungarisch als Vendvidék (Wendenland, Windisches Land) bezeichnet, ganz ähnlich wie im steirischen und kärntnerischen Teil.
Nach dem Zerfall der Habsburgermonarchie 1918 bildete sich in der Ungarn zugehörigen Prekmurje 1919 die Murrepublik (Republik Prekmurje) der slowenischen Volksgruppe, die aber nur sechs Tage bestand. Nach der Niederschlagung der Sezession verlangte die slowenische Volksgruppe des Gebietes eine Vereinigung mit der slowenisch dominierten Untersteiermark, die seit 1918 dem neuen SHS-Staat (Königreich Jugoslawien) angehörte. Mit dem Vertrag von Trianon wurde die Prekmurje 1920 tatsächlich aus Ungarn herausgelöst und dem SHS-Staat unterstellt; auch kam das Burgenland (Deutsch-Westungarn) an Österreich.
Nach dem Balkanfeldzug im Frühjahr 1941 kam die Prekmurje zunächst wieder zurück zu Ungarn und nach dem Ende des Krieges 1945 wieder zu Jugoslawien, wo sie dem neuen Gliedstaat Sozialistische Republik Slowenien zugeordnet wurde. Aus dem Gliedstaat (mit der Prekmurje) wurde 1991 die unabhängige Republik Slowenien, die 2004 der EU beitrat.
An die unterschiedlichen Phasen erinnern die Dreiländerecke bei Sichauf und Ocinje und der Grenzberg Burgenland–Steiermark–Slowenien, an den heutigen Stand die Dreiländerecke bei Oberdrosen und Dolič. Beide sind als Dokumentationsstätte eingerichtet und seit dem EU-Beitritt Sloweniens 2004 frei zugänglich.

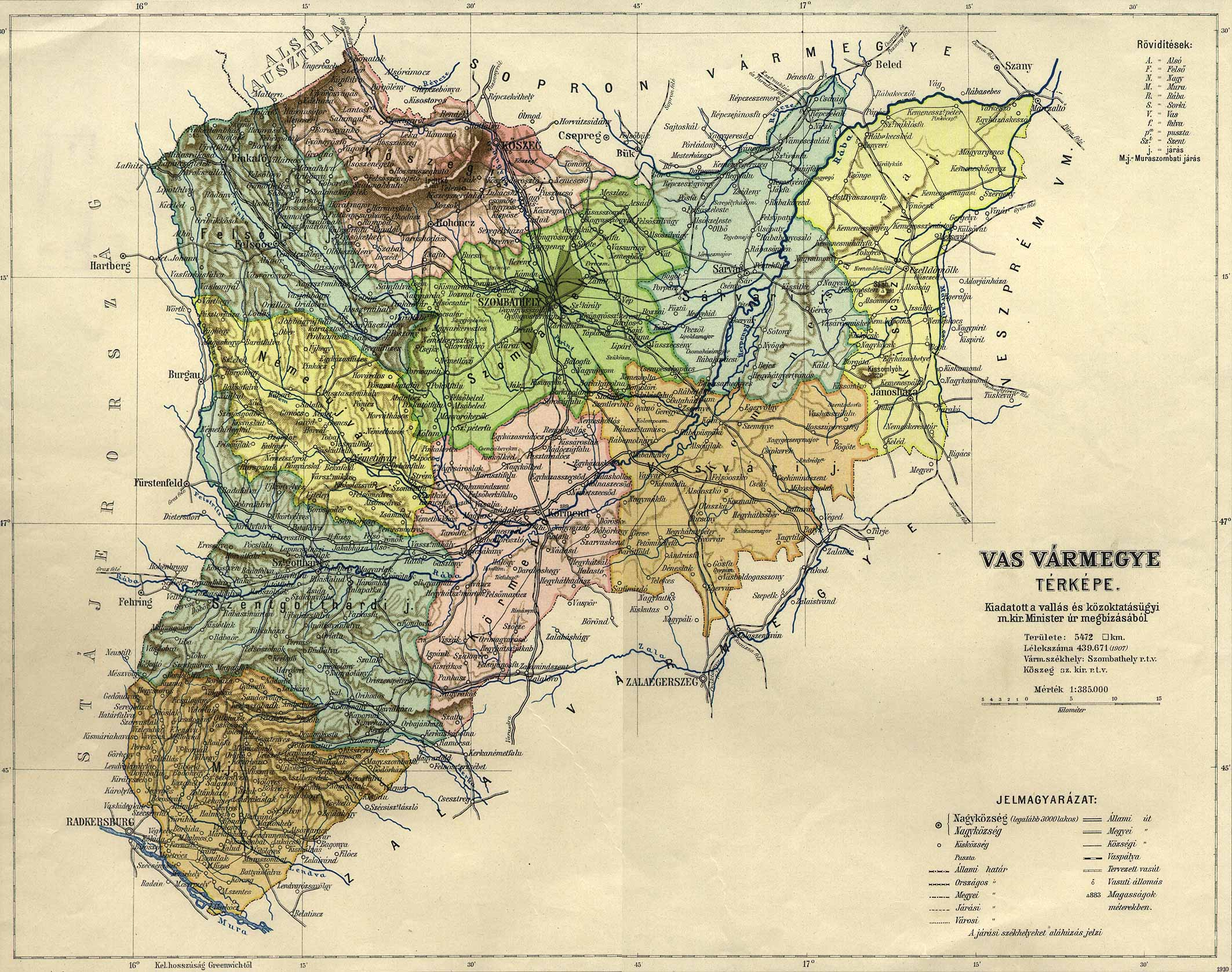
Komitat Vas, im Südwesten bräunlich Muraszombat
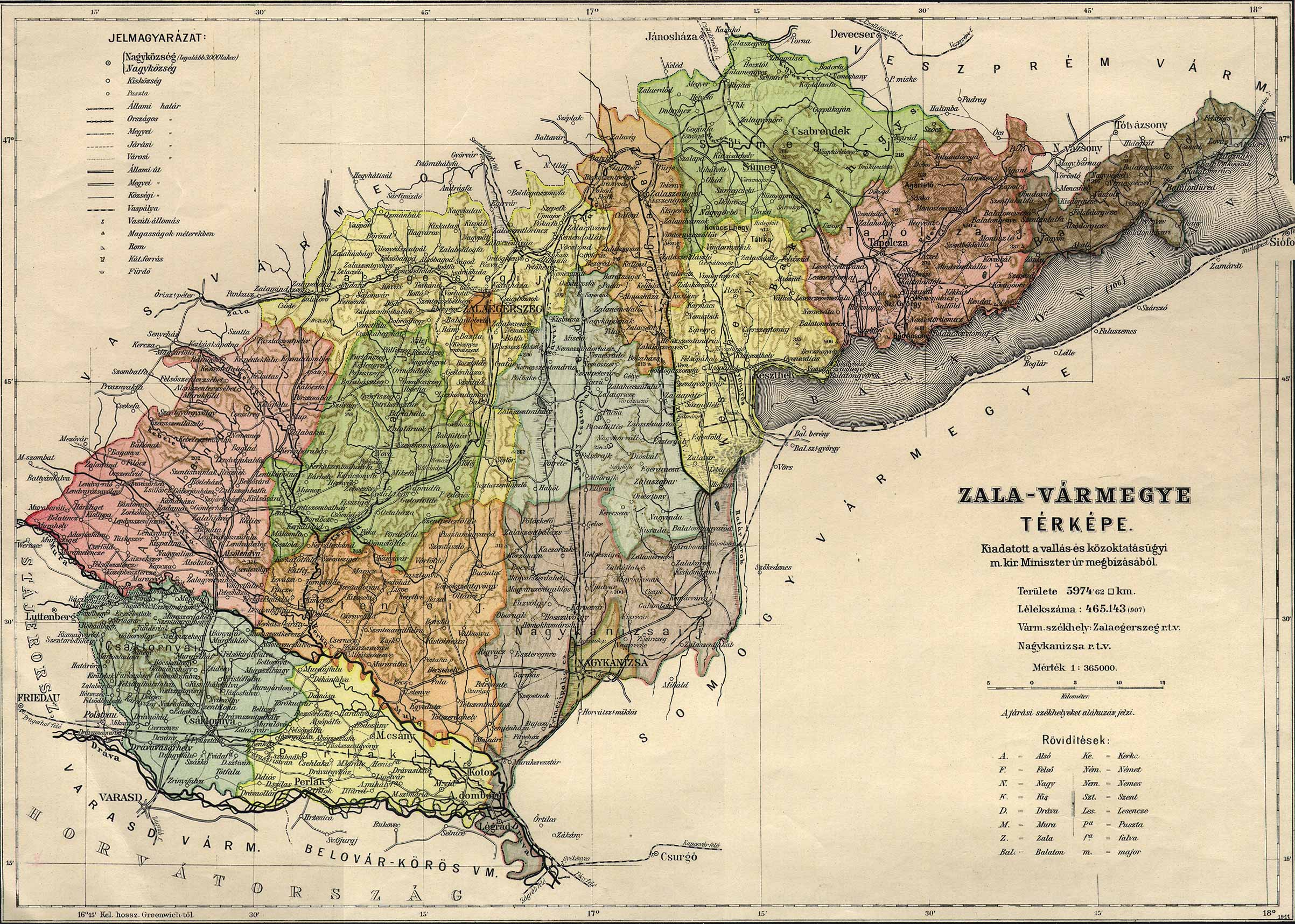
Komitat Zala, im Westen rosa Alsólendva

## Kultur und Sehenswürdigkeiten
Die slowenische Bevölkerung spricht eine lokale Mundart, die Prekmürščina (Prekmurisch), einen ostslowenischen Dialekt, der dem Međimurje- und dem Burgenlandkroatisch verwandt ist und durch die lange Zugehörigkeit zu Ungarn geprägt ist. Er wurde schon im 18. Jahrhundert verschriftlich und hat sich seine Eigenständigkeit gegenüber dem (Krainer) Standardslowenischen gut erhalten.
Speise-Spezialitäten:
- Prekmurska gibanica
- Bograč (eine Art Gulasch)
- Bujta repa
- Dödoli (Kartoffelgericht)

Ein Gutteil des Prekmurje gehört zum länderübergreifenden Naturpark Raab-Őrség-Goričko.